# 帕斯科山
66°59′S 54°44′E / 66.983°S 54.733°E
帕斯科山是南極洲的山峰，位於恩德比地的愛德華八世灣南部，處於斯托雷古特山西南面33公里，該山峰根據澳大利亞探險隊拍攝的空中照片被繪入地圖。